# European Imaging and Sound Association
European Imaging and Sound Association (EISA) és una col·laboració entre diferents revistes de multimèdia, que ofereixen proves de càmeres, videocàmeres, equips de so, telèfons mòbils, etc. L'organització va ser fundada el 1982. L'actual president de l'EISA és Jorge Gonçalves. Està compost per representants de 50 diferents revistes especialitzades de 19 països europeus diferents. Es va fundar quan diversos periodistes diferents en la fotografia es van reunir per nominar la «millor càmera» de l'any, es van unir més escriptors i diaris per parlar. El 1989 es va constituir l'organització EISA i des de llavors ha continuat a designar anualment els millors productes anuals i s'ha convertit en un important reconeixement internacional pels productes citats.